# Gianluca Lorenzi
Gianluca Lorenzi (Pieve di Cadore, 1º aprile 1969) è un dirigente sportivo, ex giocatore di curling e politico italiano, presidente del Curling Club Dolomiti, nonché attuale sindaco di Cortina d'Ampezzo.

## Carriera sportiva

### Nazionale
Il suo esordio con la maglia azzurra è nel 1986 quando entra a far parte della nazionale italiana junior di curling con il ruolo di "viceskip". Con la nazionale junior, Lorenzi ha partecipato a cinque campionati mondiali junior di curling. 
Nel 1997 entra a far parte della nazionale assoluta con il ruolo di second. Con la nazionale partecipa a tre campionati europei di curling.
Lorenzi vanta un totale di 61 presenze in nazionale. Il miglior risultato dell'atleta è l'ottavo posto ai mondiali junior di Markham nel 1989.
Il 15 marzo 1988 a Füssen, in Germania ovest, perdendo 0 a 16 contro la nazionale svizzera, subisce la peggior sconfitta della nazionale italiana junior di curling di sempre.
CAMPIONATI
Nazionale: 15 partite
- Europei
  - 1997 Füssen ( Germania) 13ª posizione
  - 1999 Chamonix ( Francia) 12ª posizione
  - 2000 Oberstdorf ( Germania) 12ª posizione

Nazionale junior: 46 partite
- Mondiali junior:
  - 1986 Dartmouth ( Canada) 10ª posizione
  - 1987 Victoria ( Canada) 10ª posizione
  - 1988 Füssen ( Germania Ovest) 10ª posizione
  - 1989 Markham ( Canada) 8ª posizione
  - 1990 Portage la Praire ( Canada) 8ª posizione

### Campionati italiani
Gianluca Lorenzi ha preso parte ai campionati italiani di curling inizialmente con il Curling Club New Wave, poi con il Curling Club Dolomiti, ed è stato quattro volte campione d'Italia:
- Italiani assoluti:
  - 1994  con Marco Alberti, Giorgio Alberti e Alessandro Zisa (Curling Club New Wave)
  - 1995  con Stefano Ferronato, Adriano Lorenzi e Roberto Lacedelli (Curling Club New Wave)
  - 1997  (Curling Club Dolomiti)
  - 1998  (Curling Club Dolomiti)
  - 1999  (Curling Club Dolomiti)
  - 2000  (Curling Club Dolomiti)

### Incarichi sociali
Attualmente è presidente del Curling Club Dolomiti.

## Vita privata
Gianluca è figlio del presidente onorario del club nonché ex dirigente della World Curling Federation Ivo Lorenzi.
Lorenzi è un albergatore di Cortina d'Ampezzo.